# Liga Nacional de Futsal 1998
Die Liga Nacional de Futsal 1998 war die dritte Spielzeit einer brasilianischen Futsalliga, der Liga Nacional de Futsal. Sie wurde vom Confederação Brasileira de Futsal ausgerichtet.

## Modus
Der Wettbewerb wurde in vier Phasen ausgetragen, zwei Vorrunden sowie Halb- und Finalspiele. In der ersten Runde wurden die zehn Klubs in zwei Gruppen eingeteilt. In dieser trafen sie im Ligaverfahren aufeinander. Die acht besten Teams zogen in die zweite Runde ein. Hier trafen in zwei Gruppen die Gruppenersten und -dritten auf die Gruppenzweiten und -vierten. Die ersten beiden einer Gruppe zogen ins Halbfinale ein. Ab diesem folgte der Wettbewerb dem Pokalmodus mit Hin- und Rückspiel.

## Teilnehmer
- ASBAC Brasília
- Atlético Mineiro
- Associação Carlos Barbosa de Futsal
- SC Corinthians
- ADC General Motors
- AD Hering
- Jequiá Iate Clube
- Minas Tênis Clube
- Tio Sam EC
- SC Ulbra

## 1. Runde

### Gruppe A

#### Tabelle
| Pl. | Verein            | Sp. | S | U | N | Tore    | Diff. | Punkte |
| --- | ----------------- | --- | - | - | - | ------- | ----- | ------ |
| 1.  | Carlos Barbosa    | 8   | 5 | 1 | 2 | 041:250 | +16   | 16     |
| 2.  | Minas Tênis Clube | 8   | 5 | 0 | 3 | 046:320 | +14   | 15     |
| 3.  | SC Corinthians    | 8   | 4 | 1 | 3 | 031:320 | −1    | 13     |
| 4.  | Jequiá Iate Clube | 8   | 4 | 1 | 3 | 030:360 | −6    | 13     |
| 5.  | AD Hering         | 8   | 0 | 1 | 7 | 026:490 | −23   | 01     |

#### Kreuztabelle
|                | Carlos Barbosa | Corinthians | Iate Clube | Minas | Hering |
| -------------- | -------------- | ----------- | ---------- | ----- | ------ |
| Carlos Barbosa | –              | 6:2         | 7:2        | 7:3   | 9:6    |
| Corinthians    | 4:1            | –           | 5:3        | 2:1   | 2: 2   |
| Iate Clube     | 4:4            | 4:3         | –          | 3:2   | 7:3    |
| Minas          | 3:2            | 11:7        | 9:2        | –     | 9:5    |
| Hering         | 1:5            | 3:5         | 3:5        | 3:7   | –      |

### Gruppe B

#### Tabelle
| Pl. | Verein               | Sp. | S | U | N | Tore    | Diff. | Punkte |
| --- | -------------------- | --- | - | - | - | ------- | ----- | ------ |
| 1.  | Atlético Mineiro (M) | 8   | 5 | 2 | 1 | 034:220 | +12   | 17     |
| 2.  | Tio Sam EC           | 8   | 4 | 1 | 3 | 034:360 | −2    | 13     |
| 3.  | ADC General Motors   | 8   | 2 | 3 | 3 | 046:350 | +11   | 09     |
| 4.  | SC Ulbra             | 8   | 2 | 3 | 3 | 033:340 | −1    | 09     |
| 5.  | ASBAC Brasília       | 8   | 2 | 1 | 5 | 025:450 | −20   | 07     |

| Zum Saisonende 1997: |                       |
| (M)                  | Meister des Vorjahres |

#### Kreuztabelle
|                | Atlético | ASBAC | GM  | Tio Sam | Ulbra |
| -------------- | -------- | ----- | --- | ------- | ----- |
| Atlético       | –        | 5:1   | 3:2 | 9:3     | 3:3   |
| ASBAC Brasília | 2:2      | –     | 7:3 | 4:6     | 7:3   |
| General Motors | 5:6      | 14:1  | –   | 9:5     | 7:7   |
| Tio Sam        | 1:2      | 5:3   | 3:3 | –       | 3:1   |
| Ulbra          | 5:4      | 6:0   | 3:3 | 5:7     |       |

## 2. Runde

### Gruppe A

#### Tabelle
| Pl. | Verein         | Sp. | S | U | N | Tore    | Diff. | Punkte |
| --- | -------------- | --- | - | - | - | ------- | ----- | ------ |
| 1.  | SC Ulbra       | 6   | 4 | 1 | 1 | 023:170 | +6    | 13     |
| 2.  | Carlos Barbosa | 6   | 4 | 0 | 2 | 024:190 | +5    | 12     |
| 3.  | Tio Sam EC     | 6   | 3 | 1 | 2 | 026:230 | +3    | 10     |
| 4.  | SC Corinthians | 6   | 0 | 0 | 6 | 010:240 | −14   | 0      |

#### Kreuztabelle
|                | Carlos Barbosa | Corinthians | Tio Sam | Ulbra |
| -------------- | -------------- | ----------- | ------- | ----- |
| Carlos Barbosa | –              | 2:1         | 5:2     | 8:6   |
| Corinthians    | 2:4            | –           | 4:6     | 0:4   |
| Tio Sam        | 5:4            | 6:2         | –       | 4:4   |
| Ulbra          | 3:1            | 2:1         | 4:3     | –     |

### Gruppe B

#### Tabelle
| Pl. | Verein               | Sp. | S | U | N | Tore    | Diff. | Punkte |
| --- | -------------------- | --- | - | - | - | ------- | ----- | ------ |
| 1.  | Jequiá Iate Clube    | 6   | 5 | 1 | 0 | 040:260 | +14   | 16     |
| 2.  | ADC General Motors   | 6   | 3 | 1 | 2 | 033:250 | +8    | 10     |
| 3.  | Atlético Mineiro (M) | 6   | 1 | 2 | 3 | 026:330 | −7    | 05     |
| 4.  | Minas Tênis Clube    | 6   | 1 | 0 | 5 | 036:510 | −15   | 03     |

| Zum Saisonende 1997: |                       |
| (M)                  | Meister des Vorjahres |

#### Kreuztabelle
|                | Atlético | GM  | Iate | Minas |
| -------------- | -------- | --- | ---- | ----- |
| Atlético       | –        | 5:5 | 2:6  | 4:6   |
| General Motors | 5:2      | –   | 4:5  | 11:5  |
| Iate Clube     | 5:5      | 3:1 | –    | 11:8  |
| Minas          | 6:8      | 5:7 | 6:10 | –     |

## Finalrunde

### Turnierplan
|  | Halbfinale     | Halbfinale |       |                | Finale | Finale |
|  |                |            |       |                |        |        |
|  |                |            |       |                |        |        |
|  | Ulbra          | 2 / 6      |       |                |        |        |
|  | GM             | 3 / 4      |       |                |        |        |
|  |                |            | Ulbra | 5 / 6          |        |        |
|  |                |            |       | Carlos Barbosa | 1 / 2  |        |
|  | Iate Clube     | 3 / 3      |       |                |        |        |
|  | Carlos Barbosa | 4 / 3      |       |                |        |        |
|  |                |            |       |                |        |        |

### Halbfinale
| Datum     |                   | Gesamt |                | Hinspiel | Rückspiel |
| --------- | ----------------- | ------ | -------------- | -------- | --------- |
| 19./24.5. | SC Ulbra          | 8:7    | General Motors | 2:3      | 6:4       |
| 21./23.5. | Jequiá Iate Clube | 6:7    | Carlos Barbosa | 3:4      | 3:3       |

### Finale
| Datum     |          | Gesamt |                | Hinspiel | Rückspiel |
| --------- | -------- | ------ | -------------- | -------- | --------- |
| 26./30.5. | SC Ulbra | 7:7    | Carlos Barbosa | 5:1      | 2:6       |